# Ley de las proporciones equivalentes

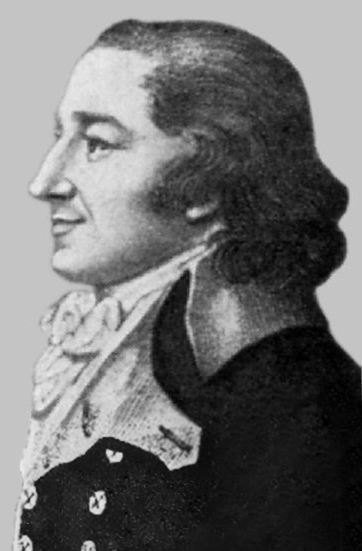
Retrato de Jeremías Benjamín Richter, creador de la ley de Ritcher-Nathan.

La ley de las proporciones recíprocas o también ley de Richter-Nathan es una de las llamadas leyes estequiométricas y fue enunciada por primera vez por Jeremías Benjamín Richter en 1792 en el libro que estableció los fundamentos de la estequiometría, que completó el trabajo realizado previamente por Carl Friedrich Wenzel, quien en 1777 publicó por primera vez tablas de pesos de equivalencia para ácidos y bases. Es importante para la historia de la química y el desarrollo del concepto de mol y de fórmula química, más que para la química actual, ya que esta ley permite establecer el peso equivalente o peso-equivalente-gramo, que es la cantidad de un elemento o compuesto que reaccionará con una cantidad fija de una sustancia de referencia.
El enunciado de la ley es el siguiente: 

Las masas de dos elementos diferentes que se combinan con una misma cantidad de un tercer elemento, guardan la misma relación que las masas de aquellos elementos cuando se combinan entre sí.

En la ciencia moderna, se usa el concepto de peso equivalente sobre todo en el contexto de las reacciones ácido-base o de las reacciones de reducción-oxidación. En estos contextos, un equivalente es la cantidad de materia que suministra o consume un mol de iones hidrógeno o que suministra o consume un mol de electrones.